# Ратмиров, Валерий Аркадьевич
Валерий Аркадьевич Ратмиров (19 сентября 1921 — не ранее 1987) — советский инженер-электромеханик, доктор технических наук, лауреат Государственной премии СССР (1967).

## Биография
Родился Валерий Ратмиров 19 сентября 1921 года. Отец - Аркадий Павлович Розенгольц - советский государственный и военный деятель (нарком внешней торговли СССР в 1930—1937 гг.), осужденный в 1938 году вместе с Николаем Бухариным, Алексеем Рыковым и Генрихом Ягодой.
В 1944 году он окончил МЭИ (1944). В период 1944—1956 годов работал в научно-исследовательских, конструкторских и проектных организациях. 
В 1956 году защитил кандидатскую диссертацию по техническим наукам и начал работать в должности старшего научного сотрудника Экспериментального НИИ металлорежущих станков (ЭНИМС).
Внёс научный и практический вклад в создание и внедрение в промышленности элементов и систем программного управления с дискретным приводом. Самостоятельно и в соавторстве делал несколько десятков изобретений.
В 1972 году Ратмиров защитил докторскую диссертацию на тему «Вопросы теории систем программного управления с дискретным приводом».
Точная дата смерти Валерия Аркадьевича Ратмирова не установлена. Он похоронен на Химкинском кладбище.

## Награды
- Государственная премия СССР (1967) — за создание и внедрение в промышленности элементов и систем дискретного привода с шаговыми двигателями